# Extrasystole

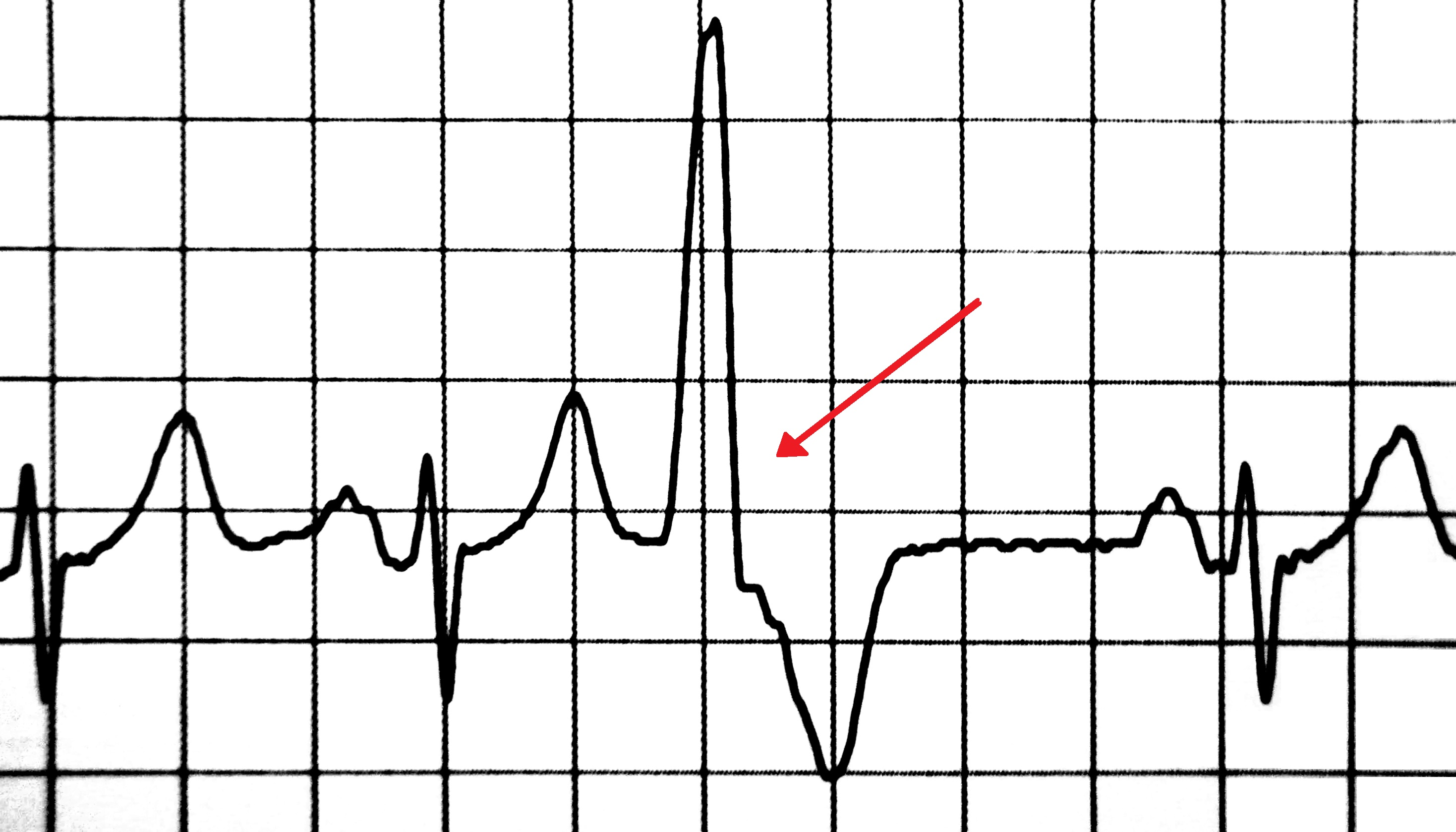
Een PVC gemarkeerd met een pijl.

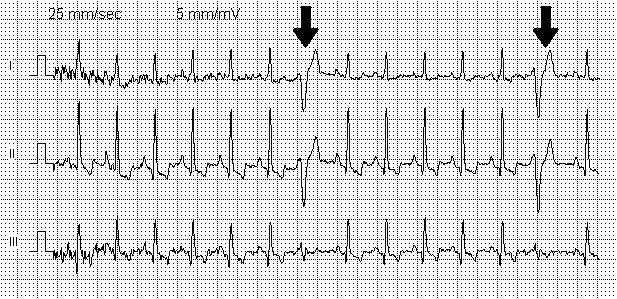
PVC's in een ECG.

Extrasystole of premature ventriculaire contractie (PVC) is een cardiologisch verschijnsel, waarbij het hart een contractie (hartslag) overslaat waarna er een extra krachtige contractie volgt.

## Oorzaken
Voorbeelden van mogelijke oorzaken:
- Alcoholgebruik
- Drugsgebruik
- Gebruik van koffie en energiedrank
- Hartaandoening
- Nervositeit
- Roken
- Bijwerking van bepaalde medicatie
- Hypoxie
- Aangeboren

## Symptomen
Voorbeelden van mogelijk symptomen:
- Hartkloppingen
- Pijn op de borst
- Angst dat er iets ergs aan de hand is
- Hyperventilatie

## Diagnostiek
- Elektrocardiogram
- Holter-ECG
- Telemetrie

## Behandeling
Bij jonge personen zijn extrasystolen meestal ongevaarlijk. Bij ouderen kan er meestal een onderliggende cardiale oorzaak achter zitten. Afhankelijk van de oorzaak kan een behandeling opgesteld worden.